# 硫酸镱
硫酸镱是一种无机化合物，化学式为Yb2(SO4)3。

## 制备
用硫酸溶解氧化镱，可以得到硫酸镱。